# Opus (construcción)
En arquitectura, construcción y arqueología, opus es un término latino (literalmente traducido por 'obra') que designa el modo en que se disponen los materiales en un aparejo o en albañilería, generalmente aplicado a elementos arquitectónicos romanos, si bien puede tener también un uso más amplio.

## Tipología

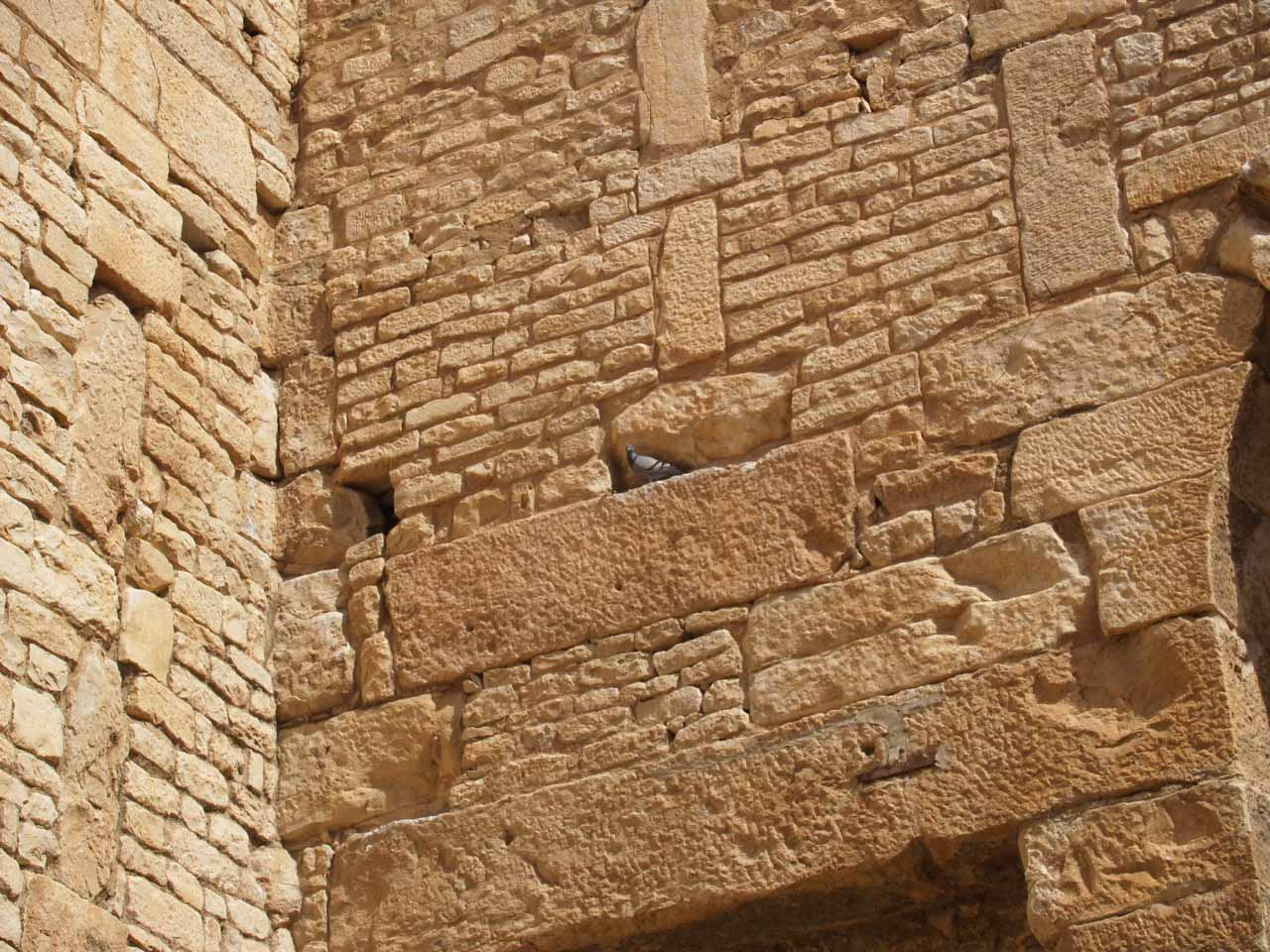
Opus africanum en Dougga

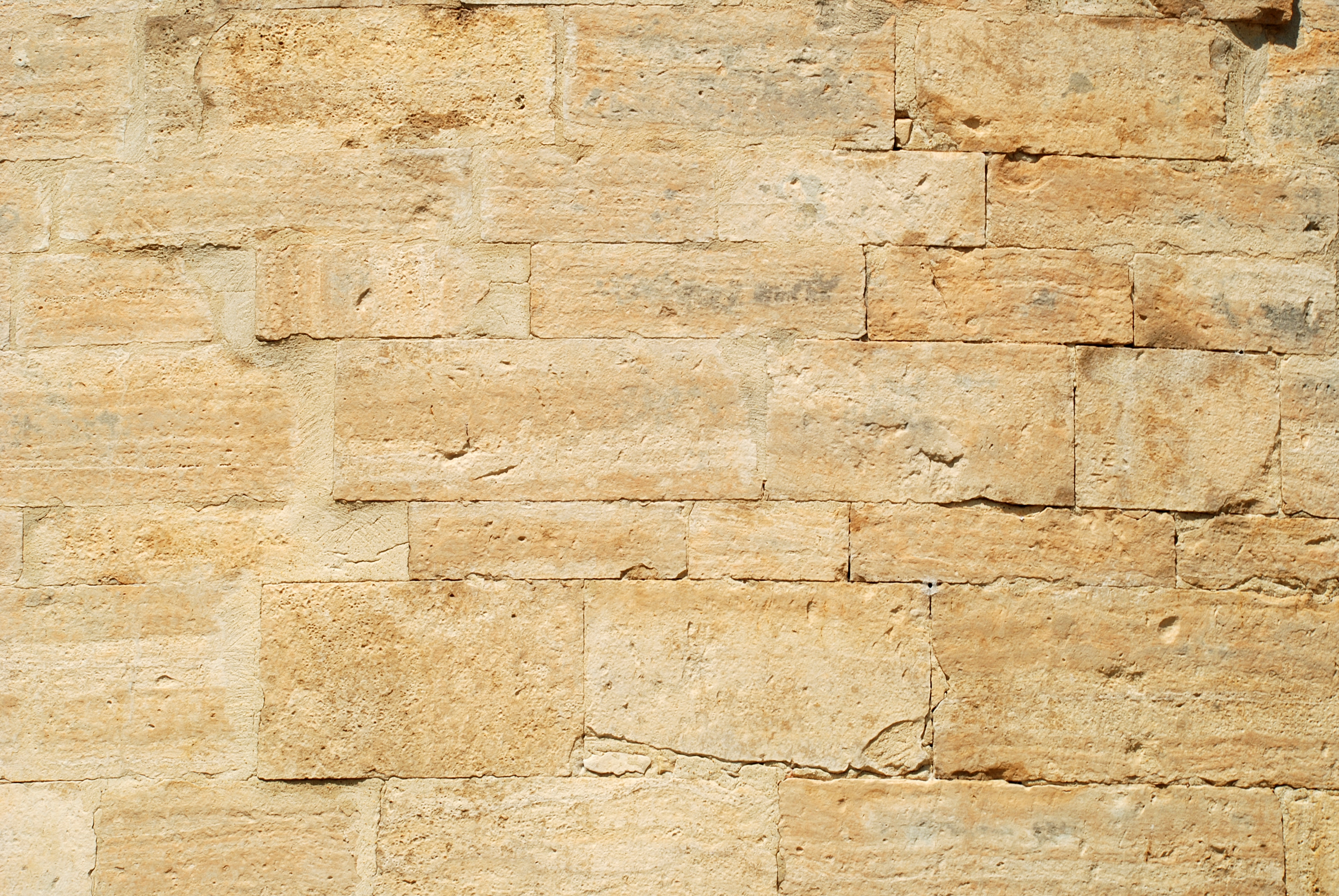
Opus monspelliensis en Saint-Michel de Guzargues

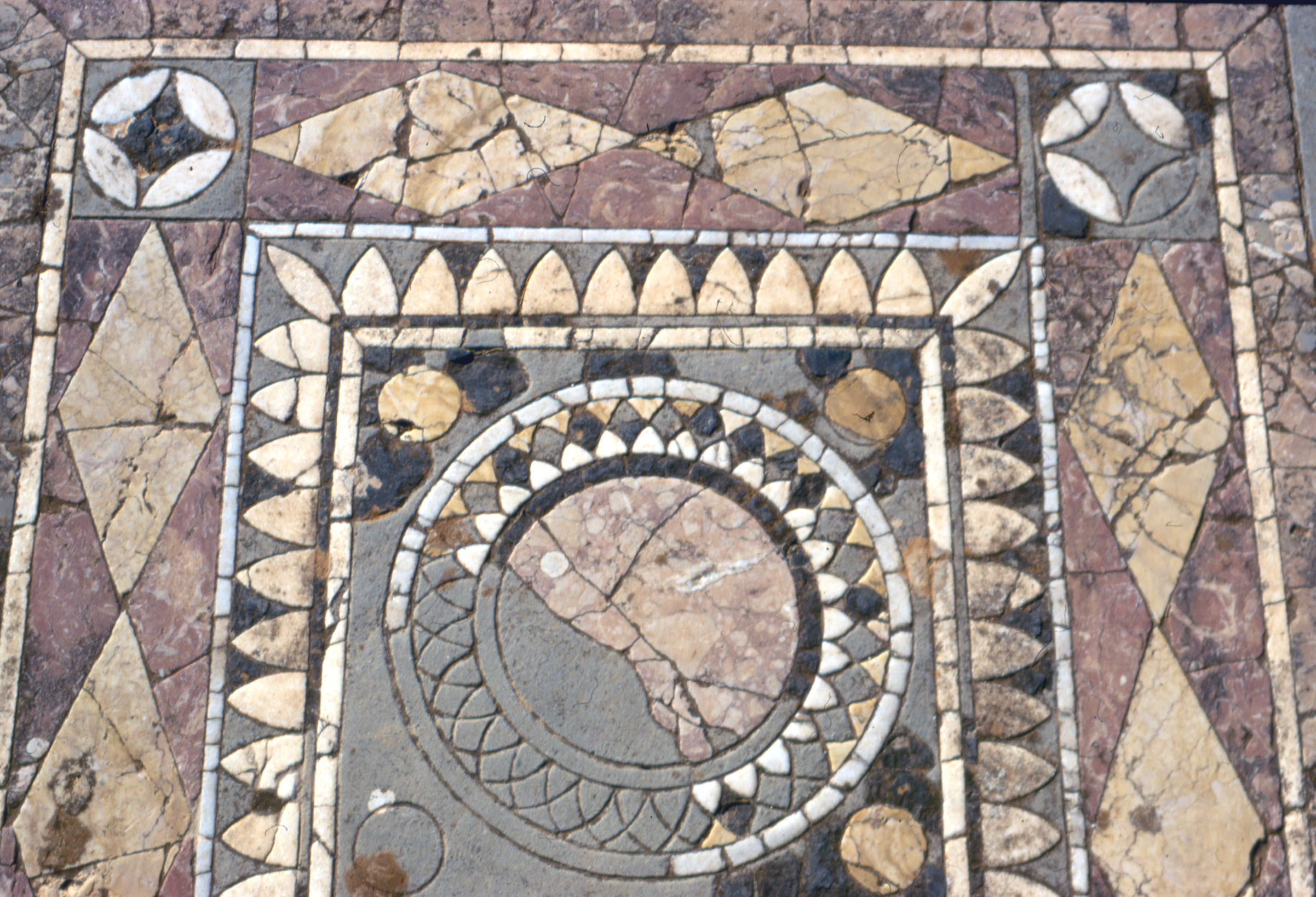
Opus sectile en Cirene

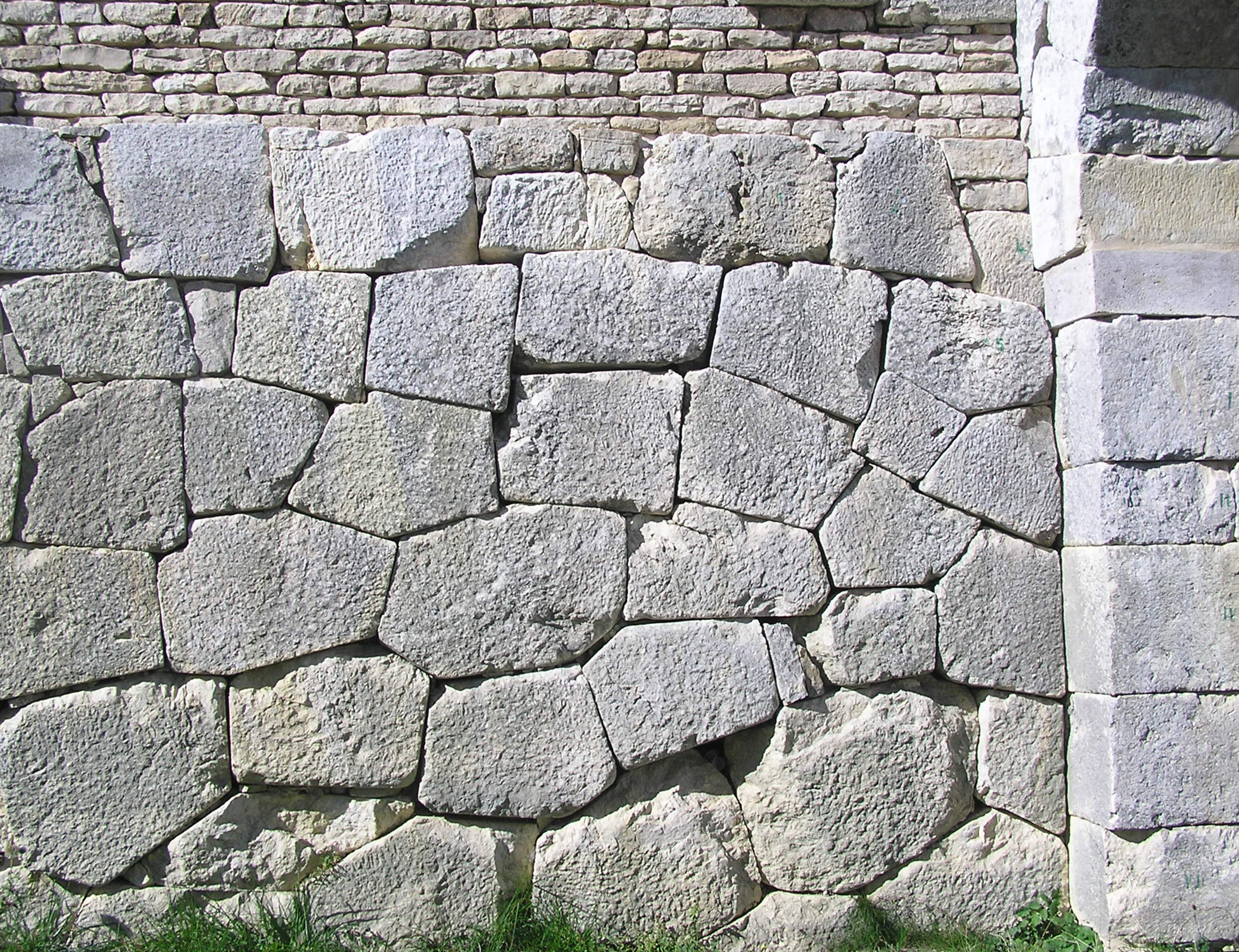
Opus siliceum en Pietrabbondante

- Opus isodomum. Técnica de ensamblaje de un muro en el que los sillares son de igual altura.
- Opus africanum. Técnica de construcción utilizada en África del Norte durante la Antigüedad, de la época púnica a la romana. Se caracteriza por la alternancia de sillares y ladrillos dispuestos horizontalmente con pilares de piedra verticales.
- Opus arcuatum. Estructura vertical de sustentación formada por una sucesión de arcos que se dispone en un solo orden o en varios órdenes superpuestos.
- Opus caementicium (de caementum, 'piedra sin tallar, escombros'). Aparejo hecho de mortero y de piedras de todo tipo (escombros, por ejemplo) y que tiene el aspecto del hormigón.
- Opus compositum. Véase opus mixtum.
- Opus craticium (de craticius, 'emparrillado, enrejado'). Técnica de construcción de los muros en la época romana similar al entramado de madera.
- Opus incertum. Aparejo realizado con sillares de tamaño y forma irregulares.
- Opus insertum. Aparejo formado por hiladas de sillares que son todos de la misma altura. Véase aparejo isódomo.
- Opus latericium (de later, 'ladrillo crudo'). Aparejo romano hecho con ladrillos crudos, dejados secar al sol.
- Opus mixtum, compositum o vagecum. Combina diferentes aparejos en un mismo muro. Se mezcla opus reticulatum y opus latericium en los ángulos y lados, y opus vittatum y opus testaceum en el resto de la estructura.
- Opus monspelliensis. Aparejo que se utilizó principalmente en época romana en la región de Montpellier. Alterna hiladas de sillares anchos y estrechos.
- Opus piscatum. Aparejo realizado disponiendo ladrillos o piedras planas inclinadas a unos 45 °, que cambian de sentido en cada capa sucesiva.
- Opus quadratum. Técnica romana de construcción mural que utiliza bloques de piedra paralelepipédicos (los más grandes, de 70 × 40 × 40 cm) en hiladas de sillares horizontales.
- Opus reticulatum. Aparejo hecho de pequeños sillares romboidales, de unos 15 cm de lado, puestos haciendo una especie de red o ajedrezado. La forma precedente, con piezas más irregulares, es conocida como opus casi reticulatum.
- Opus sectile (literalmente, 'obra cortada'). Realizado con plaquetas de mármol o de piedras de color, a veces de vidrios de color, cortadas y juntadas de manera que constituyan un dibujo menudo figurativo, haciendo una especie de mosaico.
- Opus signinum. Mortero romano impermeable hecho con una mezcla de cal, agua, arena de río, polvo de barro y, a veces, puzolana.
- Opus siliceum, o aparejo poligonal. Técnica constructiva antigua, utilizada en la Italia central entre los siglos VI y I aC y también en otras épocas, caracterizada por la superposición de grandes bloques de piedra, apenas cortados, a veces de grandes dimensiones, unidos sin mortero: es el propio peso de las piedras lo que asegura la estabilidad de la estructura.
- Opus spicatum (de spica, 'espiga'). Realizado con ladrillos o piedras planas colocadas inclinadas y dispuestas alternativamente en forma de espiga. La junta entre las capas sucesivas no es horizontal y rectilínea como en el opus piscatum, sino que hace zig-zag.
- Opus tessellatum (de tessella, 'cubo, dado'). Es la forma corriente de mosaico romano.
- Opus testaceum (de testa, 'ladrillo cocido'). Aparejo romano hecho con ladrillos cocidos al horno. Este término a menudo se utiliza como sinónimo de opus latericium, aunque la diferencia entre uno y otro es el uso de ladrillos crudos (later) y cocidos (testae).
- Opus vagecum (literalmente, 'obra mezclada'). Véase opus mixtum.
- Opus vermiculatum (de vermiculus, 'gusano'). Técnica antigua de mosaico que forma líneas sinuosas, propias del dibujo figurativo.
- Opus vittatum (literalmente, 'obra con vetas'). Aparejo romano antiguo hecho de pequeños sillares rectangulares, dispuestos en hiladas regulares alternas.

- Datos: Q11696736